# Rorqual antàrtic
El rorqual antàrtic (Balaenoptera bonaerensis) és una espècie de balena franca del parvordre dels misticets. És un dels rorquals més petits i també una de les balenes més petites. Entre els rorquals, només el rorqual d'aleta blanca és més petit i entre les balenes també és més petita la balena franca pigmea també és més petita. La longitud és d'entre 7,2-10,7 metres i el pes varia entre 5,8-9,1 tones. De mitjana, les femelles són aproximadament un metre més llargues que els mascles. Les cries mesuren entre 2,4-2,8 meters.